# Marlena Happach
Marlena Elżbieta Happach (ur. 9 stycznia 1977 w Warszawie) – polska architekt, urbanistka, działaczka społeczna związana z Warszawą.

## Życiorys
W 2004 ukończyła studia na Wydziale Architektury Politechniki Warszawskiej; za pracę dyplomową Koncepcja przekształceń osiedla Stegny została w tym samym roku uhonorowana nagrodą Erharda Buska.
Pracowała w pracowni urbanistycznej Krzysztofa Domaradzkiego. Odbyła staż w Berlinie, gdzie zajmowała się rewitalizacją blokowisk. Jest współzałożycielką i do 2016 była prezesem Stowarzyszenia na rzecz poprawy środowiska mieszkalnego „Odblokuj”, zajmującego się m.in. partycypacją społeczną w planowaniu miejscowym i rewitalizacji. Od 2016 do 2017 była współwłaścicielką (wraz z Markiem Happachem) pracowni projektowej H2 Architekci.
Uczestniczyła w 10. polskiej edycji europejskiego konkursu dla młodych architektów Europan. Realizowała społeczno-urbanistyczne projekty rewitalizacji odNowa, Żółta Linia oraz Blok, podwórko, kamienice na warszawskiej Pradze, inicjatorka pawilonu M3 na Służewie i M4 na Rakowcu. Jest laureatką Nagrody Architektonicznej im. Małgorzaty Baczko i Piotra Zakrzewskiego (wyróżnienie) w 2005. Zajęła II miejsce w konkursie na Przystanek dla Warszawy. Jest współautorką (razem z Robertem Czajką) książki Architekturki z rozkładanymi modelami znanych warszawskich budynków.
W latach 2012–2015 była wiceprezesem, a od 2015 do 2016 prezes Oddziału Warszawskiego Stowarzyszenia Architektów Polskich. W 2015 została zaliczona przez „Gazetę Stołeczną” do 40 najbardziej wpływowych kobiet stolicy.
W latach 2016–2024 pełniła funkcję Architekta Miasta Warszawy – była dyrektorem Biura Architektury i Planowania Przestrzennego w Urzędzie m.st. Warszawy. W 2022 została powołana do Rady Odbudowy Pałacu Saskiego.
Od 2024 była p.o. dyrektora Narodowego Instytutu Dziedzictwa. W 2025 została dyrektorem tej instytucji.

## Odznaczenia
W 2016 została odznaczona Srebrnym Krzyżem Zasługi „za zasługi w promowaniu działań na rzecz poprawy infrastruktury miejskiej, za osiągnięcia w upowszechnianiu pamięci o najnowszej historii Polski”.